# Damas de Tours
Damas de Tours sinonimia: Gros Damas de Tours es una variedad cultivar de ciruelo (Prunus domestica), de las denominadas ciruelas europeas.
Una variedad de ciruela, de fruta muy antigua utilizada tradicionalmente para pasas y en elaboraciones en la cocina, descrita por primera vez en 1803 en Tours, Francia. Las frutas tienen un tamaño medio a grande, color de piel rojo púrpura, algunos puntos pequeños, y pulpa de color casi blanca, textura firme, fina, muy jugosa, y sabor subácido aromático dulce, de calidad moderada, preferentemente para usos culinarios y de pasas.

## Sinonimia
- "Gros Damas de Tours",
- "Royale".

## Historia
Las ciruelas damascenas/Damas (Prunus domestica subsp. insititia), "Bullaces" (países anglófonos), "Damascerpflaume" (en Alemania), forman un grupo muy antiguo, que ya se cultivaba en tiempos prehistóricos. Por cierto, el inglés 'Damson' no se puede traducir con Damas, allí se llaman "Bullace". Han surgido una gran cantidad de variedades. La damas original es una ciruela azul ovalada de tamaño mediano cubierta de un espesa pruina azul.
La ciruela damascena es una ciruela que se supone originaria de la región de Damasco ("Damas") y que habría sido traída de Oriente Próximo por los cruzados, en la época de las Cruzadas, que tuvieron lugar entre 1095 y 1291. A veces se dice que la ciruela de Damasco habría llegado a Europa en la época de la segunda cruzada (1147-1149).
'Damas de Tours' variedad de ciruela, descrita por primera vez en 1803, de origen francés, utilizada como ciruela pasa, y tradicionalmente en la cocina francesa. Según algunos escritores, es igual que la variedad 'Precoce de Tours', pero los tiempos de maduración diferentes.
'Gros Damas de Tours' está cultivada en diversos bancos de germoplasma de cultivos vivos, tales como en National Fruit Collection (Colección Nacional de Fruta) de Reino Unido con el número de accesión: 1948-014 y Nombre Accesión : Gros Damas de Tours. Recibido por "The National Fruit Trials" (Probatorio Nacional de Fruta) desde el "Centre de Recherches Agronomiques", Pont de la Maye (Francia), para evaluar sus características en 1948.

## Características
'Damas de Tours' árbol de porte grande con ramas largas y pesadas y hojas grandes, vigor medio fuerte son muy saludables, requieren poco suelo y ubicación de un lugar cálido. Flor blanca, que tiene un tiempo de floración que comienza a partir del 11 de abril con el 10% de floración, para el 15 de abril tiene una floración completa (80%), y para el 23 de abril tiene un 90% de caída de pétalos.
'Damas de Tours' tiene una talla de tamaño medio a grande (promedio 38.40 g), de forma ovalado oblongo, forma ligeramente irregular y ligeramente aplanado por el tallo, sutura ancha y poco profunda es más bien simétrica; epidermis tiene una piel fina, tierna, ligeramente astringente, que se separa fácilmente, con abundante pruina azulado violácea, siendo el color de la piel rojo púrpura, algunos puntos pequeños; pedúnculo medio (promedio 11.50 mm), algo curvo, pubescente, bien adherido al fruto con la cavidad del pedúnculo estrecha y apenas pronunciada; pulpa de color casi blanca, textura firme, fina, muy jugosa, y sabor subácido aromático dulce, de calidad moderada, preferentemente para usos culinarios y de pasas.
Hueso adherido, ovalada alargada, turgente, áspera y picada, puntiaguda en la base, roma en el ápice, sutura ventral bastante ancha, superficialmente surcada, roma, sutura dorsal con un surco ancho y poco profundo.
Su tiempo de recogida de cosecha es medio, se inicia en su maduración en la segunda quincena de agosto.

## Usos
Debido a su sabor bastante insulso es de poco valor como ciruela fresca de postre, pero una excelente variedad culinaria, y especialmente indicada como ciruela pasa y en conservas.